# Ray Groom
Raymond „Ray“ John Groom AO (* 3. September 1944 in Elsternwick, Victoria) ist ein Politiker der Liberal Party of Australia, der Mitglied des Australischen Repräsentantenhauses sowie zwischen 1992 und 1996 Premierminister von Tasmanien war.

## Leben

### Rechtsanwalt, Bundesabgeordneter und Bundesminister
Groom absolvierte nach dem Besuch der Burnie High School ein Studium der Rechtswissenschaften an der Universität Melbourne, das er mit einem Bachelor of Laws (LL.B.) abschloss. Neben seinem Studium spielte er zwischen 1963 und 1968 Australian Football für den Melbourne Club, einen Verein der damaligen Victorian Football League. Nach Abschluss des Studiums war er zwischen 1968 und 1969 als Barrister und Solicitor in Melbourne tätig, ehe er 1974 Partner der Anwaltskanzlei Crisp, Hudson and Mann in Burnie.
Bei den Wahlen 1975 wurde Groom als Kandidat der Liberal Party of Australia zum Mitglied des Australischen Repräsentantenhauses gewählt und vertrat in diesem bis zu den Parlamentswahlen 1984 den Wahlkreis Braddon. Während seiner Parlamentszugehörigkeit war er von 1977 bis 1978 zunächst Mitglied des Ausschusses für Straßensicherheit.
1977 wurde Groom vom Premierminister Australiens Malcolm Fraser zum Bundesminister für Umwelt, Wohnungsbau und Gemeindeentwicklung (Federal Minister for the Environment, Housing and Community Development) sowie Beigeordneter Minister beim Minister für Beschäftigung und industrielle Beziehungen (Minister assisting the Federal Minister for Employment and Industrial Relations). Im Rahmen einer Kabinettsumbildung wurde er 1978 Bundesminister für Wohnungsbau und Bauwesen (Federal Minister for Housing and Construction) und bekleidete dieses Ministeramt bis 1980.
Nach seinem Ausscheiden aus der Regierung war er von 1980 bis 1983 erneut Mitglied des Ausschusses für Straßensicherheit sowie zugleich des Ausschusses für Angelegenheiten der Aborigines und Torres-Strait-Insulaner. Zuletzt war er von 1983 bis 1984 Mitglied der Ausschüsse für Standesregeln sowie für Auswärtige Angelegenheiten und Verteidigung.

### Abgeordneter und Minister in Tasmanien
1984 schied Groom aus dem Australischen Repräsentantenhaus aus und wurde Leitender Berater des Premierministers von Tasmanien, Robin Gray.
Er wurde am 8. Februar 1986 als Kandidat der Liberal Party im Wahlkreis Denison erstmals zum Mitglied des Repräsentantenhauses (Tasmanian House of Assembly), dem Unterhaus des tasmanischen Parlaments, gewählt und gehörte diesem bis zu seinem Mandatsverzicht am 9. März 2001 an. 
Kurz nach der Wahl wurde Groom von Premierminister Robin Gray am 19. Februar 1986 als Beigeordneter Minister beim Premierminister (Minister assisting the Premier) erstmals in eine Regierung Tasmaniens berufen und gehörte dieser bis zum 1. November 1988 an. Gleichzeitig war er vom 19. Februar 1986 bis zum 1. November 1988 auch Minister für Seefischerei (Minister for Sea Fisheries) sowie zugleich vom 19. Februar 1986 bis zum Ende von Grays Amtszeit am 29. Juni 1989 Bergbauminister (Minister for Mines) und Minister für Forstwirtschaft (Minister for Forestry).
Im Rahmen einer Kabinettsumbildung war er vom 23. November 1987 bis zum 29. Juni 1989 auch Minister für multikulturelle Angelegenheiten (Minister for multicultural Affairs). Zuletzt fungierte er vom 1. November 1988 bis zum 29. Juni 1989 auch als Vize-Premierminister und Energieminister (Minister for Energy).

### Premierminister
Am 17. Februar 1992 wurde Groom Premierminister Tasmaniens und bekleidete dieses Amt vier Jahre lang bis zum 18. März 1996. Er löste damit Michael Field von der Australian Labor Party ab. Bei der vorausgegangenen Parlamentswahl vom 1. Februar 1992 konnte die Liberal Party 154.337 Stimmen (54,11 Prozent) erzielen und ihr Ergebnis um 7,19 Prozentpunkte verbessern, so dass sie mit 19 Sitzen über eine absolute Mehrheit im House of Assembly verfügte. Die bisher in einer losen Allianz mit den Tasmanian Greens regierende Labor Party Fields verlor 5,86 Prozentpunkte und errang 82.296 Stimmen (28,85 Prozent), und verlor damit zwei ihrer 13 Mandate.
In seinem Kabinett war er einen Tag lang, vom 17. bis zum 18. Februar 1992, Generalstaatsanwalt (Attorney General) und fungierte ferner vom 18. Februar 1992 bis zum 2. Februar 1993 als Minister für wirtschaftliche Entwicklung (Minister for Economic Development) und zeitgleich als Finanzminister (Treasurer).
Bei einer am 2. Februar 1993 durchgeführten Kabinettsumbildung übernahm Groom auch das Amt des Bergbauministers, das er bis zum Ende seiner Amtszeit am 18. März 1996 bekleidete. Daneben war er vom 2. Februar 1993 bis zum 18. März 1996 zugleich auch Minister für Forstwirtschaft und Minister für staatliche Entwicklung und Ressourcen (Minister for State Development and Resources).
Nach einer weiteren Regierungsumbildung war Groom vom 4. Dezember 1995 bis zum 18. März 1996 ferner Minister für Kleingewerbe (Minister for Small Business) und auch Minister für die Angelegenheiten der Aborigines.
Nachdem seine Partei bei den Parlamentswahlen vom 24. Februar 1996 nur noch 121.391 Stimmen (41,2 Prozent) erhielt und somit 12,91 Prozentpunkte sowie drei ihrer 19 Mandate verlor, erklärte Groom am 18. März 1996 seinen Rücktritt, da er keine Minderheitsregierung bilden wollte. Die oppositionelle Labor Party unter Michael Field verfehlte trotz Zugewinnen von 11,62 Prozentpunkten bei 119.260 Stimmen (40,47 Prozent) mit 14 Mandaten im 35-köpfigen Parlament die absolute Mehrheit jedoch deutlich und bildete auch keine Koalition mit den Tasmanian Greens.

### Minister in der Regierung Rundle und Rückzug aus der Politik
Daraufhin bildete der bisherige Finanzminister Tony Rundle am 18. März 1996 eine Minderheitsregierung der Liberal Party, die bis nach der Niederlage bei den Parlamentswahlen am 14. September 1998 im Amt blieb.
In der Regierung Rundles übernahm Groom vom 21. März 1996 bis zum 14. September 1998 das Amt des Generalstaatsanwalts sowie des Justizministers (Minister for Justice). Zugleich fungierte er zwischen dem 21. März 1996 bis zum 14. September 1998 als Minister für Arbeitsplatzstandards (Minister for Workplace Standards) und auch als Tourismusminister (Minister for Tourism).
Am 9. August 2001 legte Groom sein Abgeordnetenmandat im House of Assembly nieder und zog sich aus dem politischen Leben zurück.
Für die Verdienste um das Parlament von Tasmanien als Premierminister und durch eine Reihe von Ressortverantwortungen sowie für die Gemeinschaft durch Führungsrollen in Organisationen, die indigene, ältere und soziale Gruppen unterstützen, wurde er 2010 zum Officer des Order of Australia ernannt.